# Doktorteich
Der Doktorteich ist ein Stausee bei Wermsdorf in Sachsen. Er gehört zu den Sachsendorfer Teichen und liegt nordöstlich des namensgebenden Wurzener Ortsteils Sachsendorf. Vorrangig dient er der Teichwirtschaft (Fischzucht).
Ihn entwässert der Mühlbach, der durch weitere Wurzener Ortsteile fließt und sich bei Dehnitz mit der Dehnitzer Lache vereinigt, die kurz darauf in die Mulde mündet. Beim Absperrbauwerk des Doktorteiches handelt es sich um einen Erddamm.

## Trivia
In der Nähe des Doktorteiches fanden in den 1980er Jahren umfangreiche Ausgrabungen durch den  Prähistorischen Archäologen Gerhard Billig (1927–2019) statt, welcher hier Hügelgräber der Lausitzer Kultur fand.

## Weblink
- Geoportal Sachsenatlas – Gewässer